# Suhostaveț, Prîlukî
Suhostaveț (în ucraineană Сухоставець) este un sat în comuna Kanivșciîna din raionul Prîlukî, regiunea Cernihiv, Ucraina.

## Demografie
Componența lingvistică a localității Suhostaveț
     Ucraineană (98,33%)
     Rusă (1,67%)
Conform recensământului din 2001, majoritatea populației localității Suhostaveț era vorbitoare de ucraineană (98,33%), existând în minoritate și vorbitori de rusă (1,67%).